# Разметаница
Разметаница (болг. Разметаница) — физико-географическая и историко-географическая область в Западной Болгарии, Кюстендилская область, в долине одноименной реки Разметаница, правого притока реки Герман (из бассейна Струмы). Название региона имеет свое объяснение в старых легендах. По их словам, однажды в этом месте царь Самуил поссорился со своим братом Аароном и обезглавил его. Над деревней Палатово находится местность «Царичина» с остатками крепости «Калето».

## География
Район представляет собой долинную котловину вдоль реки Разметаница, замкнутую с запада, севера и востока низовьями Конявской горы. На севере — хребет Колош, на востоке — Гологлавские высоты, на юго-западе — гора Поглед (самая южная часть Конявской горы). На западе через невысокую седловину она соединяется с долиной Кюстендила, а на юго-востоке — с долиной Нижней Дупницы.
Рельеф долины холмистый, сложен устойчивыми к денудации древнетретичными песчаниками и мергелями, в северной части обугленными (Бобовдольский каменноугольный бассейн). Климат умеренно-континентальный. Почвы коричнево-бурые лесные. Основные средства к существованию от добычи угля и сельского хозяйства.
В районе 1 город Бобов-Дол и 17 сел.

## История
Название окраины Разметаница впервые упоминается византийским летописцем Скилица в связи с драматическими событиями в Болгарии в последней четверти X века. Считается, что в этом районе располагались поместья брата царя Самуила — Аарона. Где-то здесь по приказу Самуила летом 976 года была убита семья Аарона. История братоубийственной войны также отражена в местном фольклоре многочисленными легендами, так или иначе интерпретирующими рассматриваемые события. По одной из легенд, название «Разметаница» происходит от того, что перед решающим сражением царь Самуил «рассыпался» — выстроил свои войска в районе «Царичина» (около сегодняшнего Большого села), а оттуда вся местность была называется Разметаница. 